# S-chanf
S-chanf (föråldrad tysk namnform Scanfs) är en ort och kommun i regionen Maloja i kantonen Graubünden, Schweiz. Kommunen har 706 invånare (2023). Den ligger nederst i dalgången Oberengadin (Engiadin'Ota) och har en station på Rhätische Bahn. I kommunen finns även byarna Chapella, Susauna och Cinuos-chel.
Det traditionella språket i S-chanf är det rätoromanska idiometet puter. Antalet invånare med detta modersmål har hållit sig relativt oförändrat under åtminstone ett par hundra år, men deras andel av totalbefolkningen har sjunkit under senare delen av 1900-talet, främst som en följd av stor inflyttning. Vid folkräkningen 2000 utgjorde de drygt hälften av befolkningen, medan en dryg tredjedel var tyskspråkiga. Språket i skolundervisning och kommunal förvaltning är rätoromanska.
Sedan 1970-talet är S-chanf den enda kommun i Oberengadin med rätoromansk majoritet – hundra år tidigare var rätoromanerna i majoritet i alla kommuner.
Kyrkan i S-chanf är reformert sedan 1570. Som en följd av den stora inflyttningen är dock en tredjedel av befolkningen numera katoliker, och de söker kyrka i grannkommunen Zuoz.
S-chanf är målpunkten för den årliga längdskidåkningstävlingen Engadin Skimarathon.